# Pennabilli
Pennabilli es un municipio situado en el territorio de la provincia de Rímini, en Emilia-Romaña (Italia).
Una parte de este municipio, conformó el Principado de Scavolino de 1685 a 1819, cuando fue anexionado a los Estados Pontificios.

## Demografía
| Gráfica de evolución demográfica de Pennabilli entre 1861 y 2001 |
|                                                                  |
| Fuente ISTAT - elaboración gráfica de Wikipedia                  |